# Koitijärvi
Koitijärvi eller Koitiijärvi är en sjö i Finland. Den ligger i kommunen Taivalkoski i landskapet Norra Österbotten, i den nordöstra delen av landet, 600 km norr om huvudstaden Helsingfors. Koitijärvi ligger 207 meter över havet. Den är 6,91 meter djup. Arean är 2,32 kvadratkilometer och strandlinjen är 18,66 kilometer lång. Sjön  ingår i Ijo älvs huvudavrinningsområde. 